# Kościół św. Klemensa w Wieliczce
Kościół św. Klemensa Papieża i Męczennika w Wieliczce – kościół parafialny (fara) pod wezwaniem św. Klemensa, papieża, trzeciego następcy po św. Piotrze i pierwszego patrona górników.

## Historia

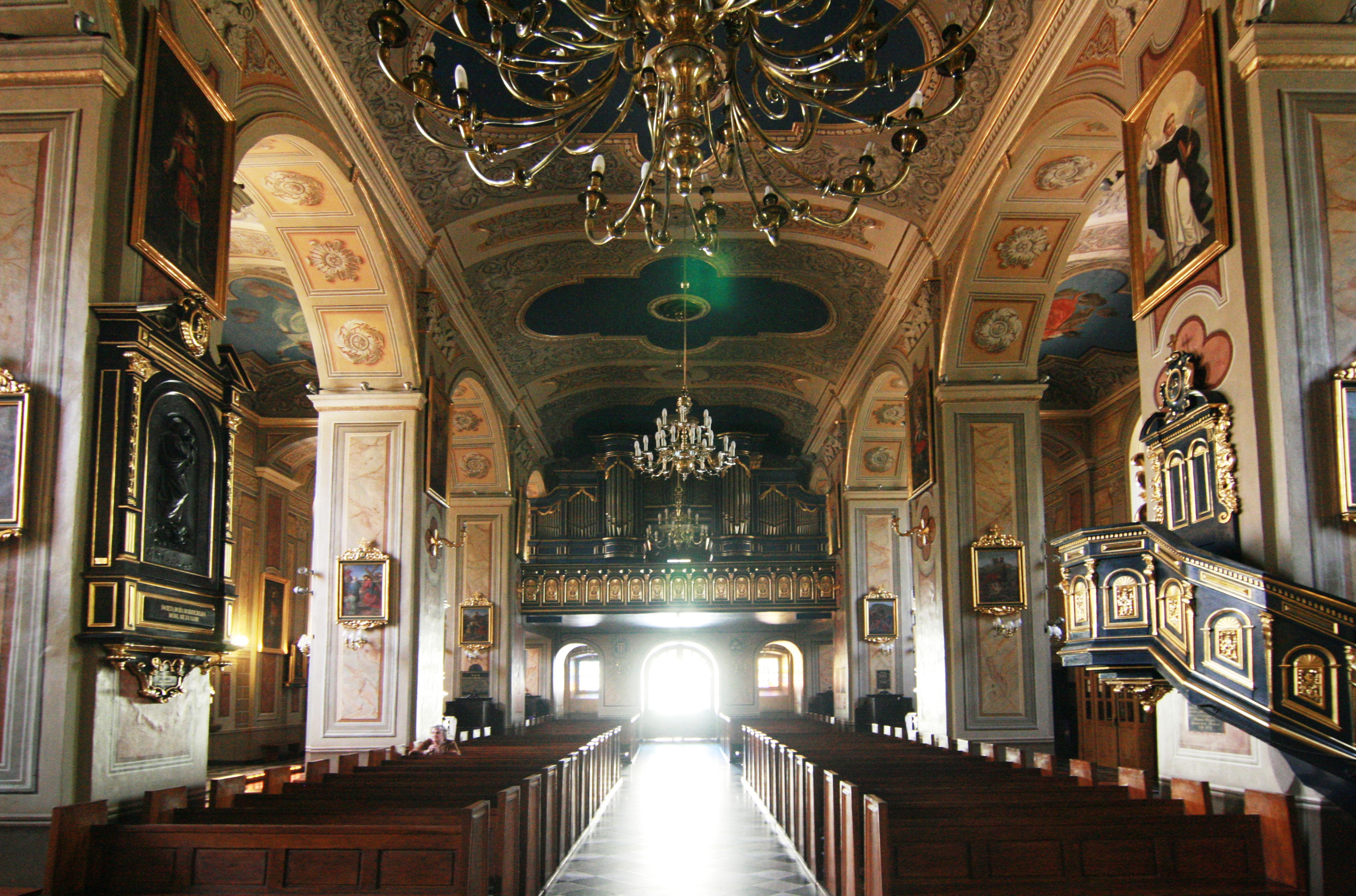
Widok spod ołtarza w kierunku chóru

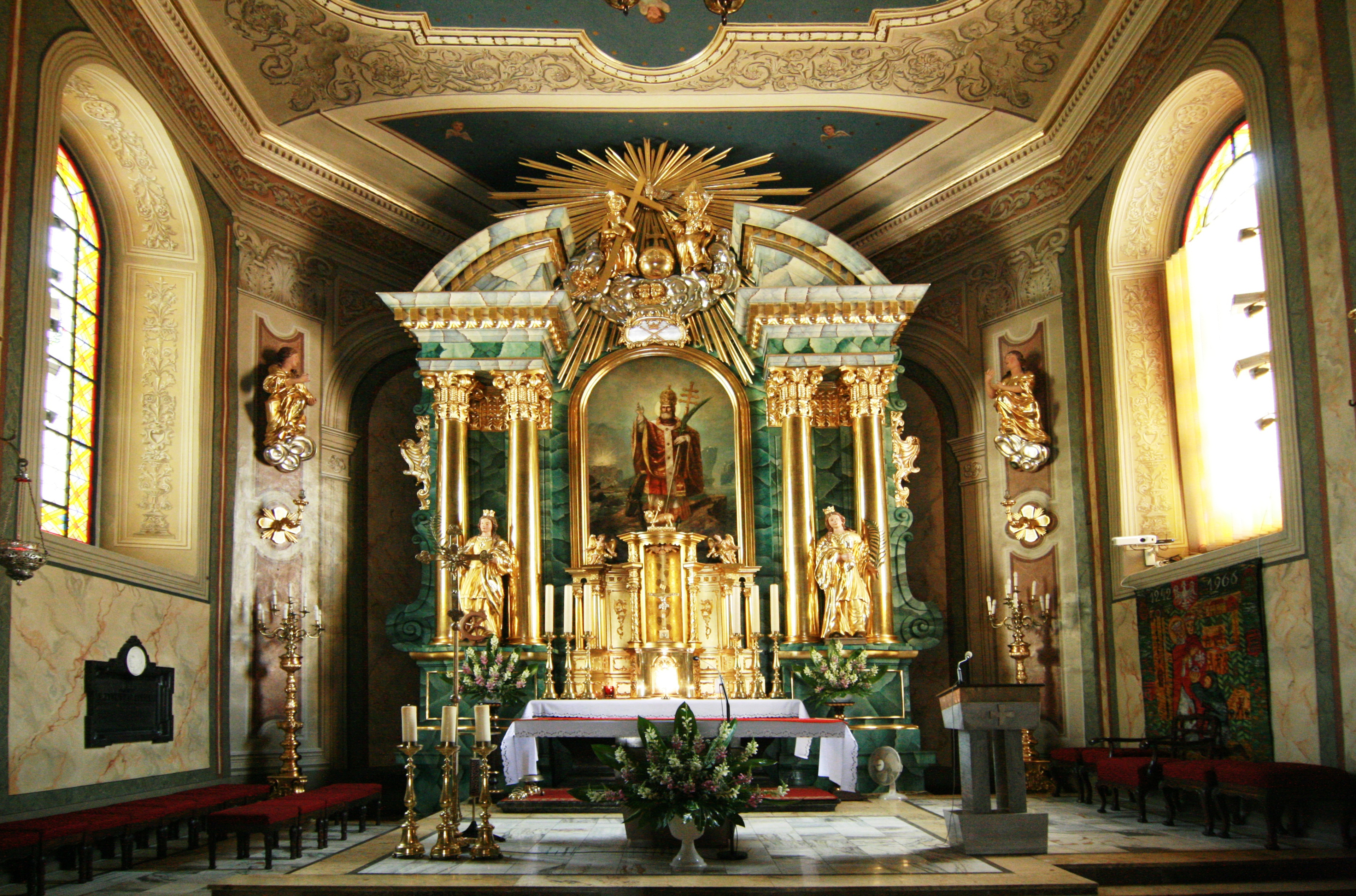
Główny ołtarz kościoła (zdjęcie sprzed renowacji prezbiterium)

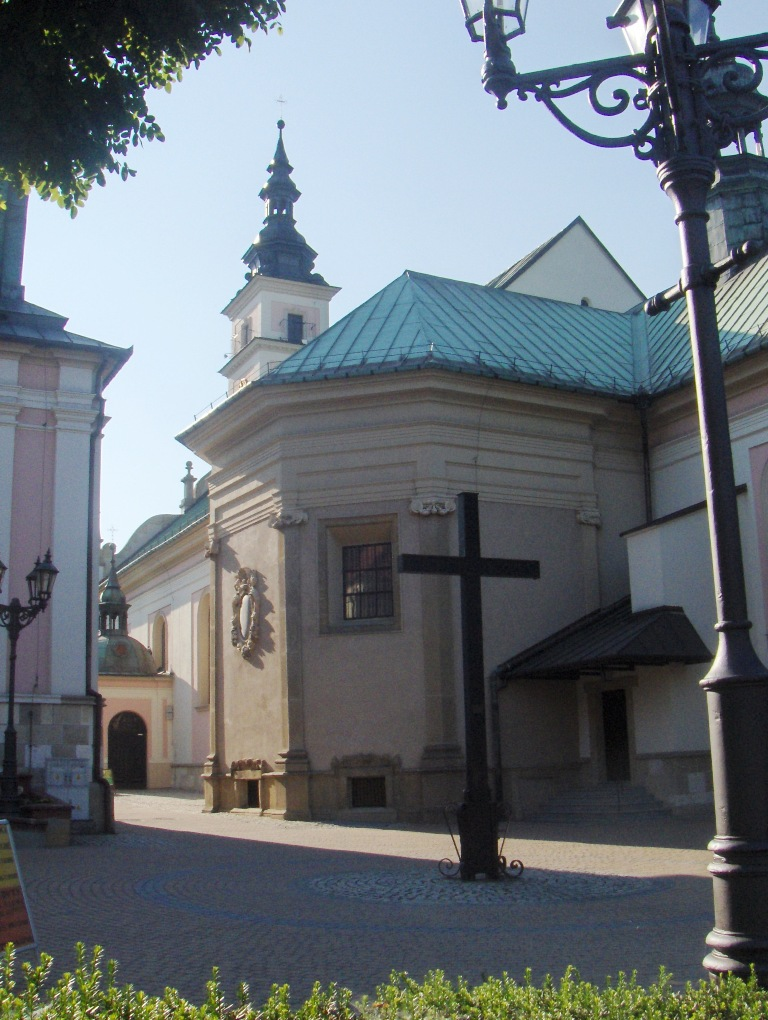
Kaplica Morsztynów przy kościele św. Klemensa

Pierwsza wzmianka o kościele parafialnym św. Klemensa w Wieliczce znajduje się w bulli Grzegorza IX z 1229 roku. Pierwotny kościół był prawdopodobnie drewniany.

Kaplica Morsztynów (1978)

Kościół murowany został wzniesiony z fundacji mieszczan w latach 1333–1370. W tym stanie przetrwał do roku 1782, kiedy to został poważnie uszkodzony przez trzęsienie ziemi. W 1786 roku rozebrano średniowieczną budowlę aż do fundamentów. Pozostały jedynie część murów prezbiterium z przyporami, XVII-wieczna kaplica grobowa Morstinów (Morsztynów), zdobiona stiukami włoskiego artysty Baltazara Fontany z roku 1693 oraz wolnostojąca obok kościoła dzwonnica, ufundowana przez Jana III Sobieskiego po pogromie nad Turkami w XVII wieku. Dzwonnica została zaprojektowana przez włoskiego architekta Marcina Pellegriniego. Jej budowę ukończono w 1699 roku[wymaga weryfikacji?].
Nowy kościół powstał w latach 1804–1806 w stylu baroku józefińskiego na fundamentach starego kościoła. 4 kwietnia 1825 roku był konsekrowany przez biskupa tynieckiego Grzegorza Zieglera. W ciągu kolejnych 200 lat architektura kościoła była kilkakrotnie zmieniana:
- w latach 1881–1885 za proboszcza ks. Zygmunta Goliana
- w latach 1886–1892 za proboszcza ks. Henryka Zaremby: w 1888 roku została przebudowana fasada kościoła według projektu Sławomira Odrzywolskiego
- w 1938 roku podjęto kolejna próbę przebudowy kościoła według projektu krakowskiego architekta Stanisława Filipkiewicza. Zamierzano zmianę osi świątyni (północ-południe) i podniesienie stropów o kilka metrów. II wojna światowa uniemożliwiła realizację tego projektu
- latach 2001–2012 za proboszcza Zbigniewa Gerle; przeprowadzono kompleksowy remont kościoła: dokonano renowacji polichromii, wykonanej przez Józefa Pochwalskiego w 1883 roku, odnowiono elewację kościoła, rozpoczęto systematyczną restaurację elementów wyposażenia kościoła.
- od roku 2022 za proboszcza Wojciecha Olszowskiego: rozpoczęta została wymiana pokrycia dachowego.

W skarbcu i bibliotece kościelnej znajduje się wiele zabytków z XV–XIX wieku, w tym m.in. monstrancja z 1490 roku i grupa rzeźb późnogotyckich.
Kościół znajduje się przy ul.Zamkowej 7.